# Первомайський (Панкрушихинський район)
Первома́йський (рос. Первомайский) — селище у складі Панкрушихинського району Алтайського краю, Росія. Входить до складу Подойниковської сільської ради.

## Населення
Населення — 86 осіб (2010; 228 у 2002).
Національний склад (станом на 2002 рік):
- росіяни — 97 %